# 12070 Kilkis
12070 Kilkis è un asteroide della fascia principale. Scoperto nel 1998, presenta un'orbita caratterizzata da un semiasse maggiore pari a 2,4325748 au e da un'eccentricità di 0,1691339, inclinata di 2,84736° rispetto all'eclittica.
L'asteroide è dedicato alla studentessa statunitense Siir Sirinyasam Kilkis.